# Ruthild Busch-Schumann
Ruthild Busch-Schumann (* 1900 in Köln; † 1989) war eine deutsche Kinderbuchautorin und Illustratorin.
Schon als Kind erhielt Ruthild Busch-Schumann von ihrer Mutter Zeichen- und Malunterricht. Nach der Schulzeit studierte sie an den Kunstgewerbeschulen Hannover und Dresden. Sie verfasste und illustrierte mit Aquarellen und Scherenschnitten zahlreiche Kinderbücher.

## Werke (Auswahl)
- Freuet euch der schönen Erde! Ein Bilderbuch. Illustriert von Ruthild Busch-Schumann. Lahr-Dinglingen, Verlag der St.-Johannis-Druckerei, 1920
- Christ ist geboren! Mit Scherenschnitten von Ruthild Busch. Burckhardt Haus Vlg.: Berlin 1924
- Adolf Holst, Ruthild Busch-Schumann: Purzel. Marburg: Dürerhaus, 1925
- Lieder vom Liebhaben. Zusammengestellt, handgeschrieben und mit der Schere geschnitten von Ruthild Busch-Schumann. Berlin-Dahlem, Burckhardthaus, (1928).
- Kleine Leute. Kleine Welt, Leipzig, Verlag Rudolf Schneider 1929
- Guten Abend, gute Nacht – Die schönsten Wiegenlieder (mit Bildern von Ruthild Busch-Schumann). Mainz, Jos. Scholz (um 1930)
- Lieder von Sorge, Lieb und Treu’. Illustriert von Ruthild Busch-Schumann. Berlin-Dahlem, Burckhardthaus-Verlag, o. J.[1930]
- Lieder der Gottesminne. Illustriert von Ruthild Busch-Schumann. Berlin: Burckhardthaus-Verlag (um 1930).
- Ruthild Busch-Schumann, Sternlein fiel zur Erde. Ein kleines Märchen, Leipzig, Rudolf Schneider [1936].
- Unser erstes Liederbuch. Die schönsten Kinderlieder. Illustriert von Ruthild Busch-Schumann. Mainz, Jos. Scholz, um 1938.
- Unterm Holderbusch. Altbekannte Kinderreime mit Bildern von Ruthild Busch-Schumann. Wiesbaden, Jos. Scholz-Mainz, [1938].
- Maikäfer flieg! Liebe Kinderreime. Illustriert von Ruthild Busch-Schumann. Mainz-Wiesbaden Jos. Scholz Verlag 1948
- Weißt du, wieviel Sternlein stehen. Bilder aus goldenen Kindertagen. Lahr-Dinglingen, ohne Jahr [um 1948].